# Kenny Lala
Kenny Lala (ur. 3 października 1991 w Villepinte) – francuski piłkarz martynikańskiego pochodzenia grający na pozycji prawego obrońcy lub prawego wahadłowego w klubie Stade Brestois 29.

## Kariera juniorska
Kenny Lala zaczynał swoją karierę juniorską w klubie ES Parisienne. Latem 2008 ówczesny 17-latek przeniósł się do drużyny Paris FC do lat 19. W 2009 roku Francuzem interesowały się SM Caen, Lille OSC oraz Valenciennes FC, gdzie przeprowadzono na nim testy medyczne, które zakończyły się jednak niepowodzeniem.

## Kariera seniorska

### Paris FC
Lala został przeniesiony do seniorskiej drużyny Paris FC 1 lipca 2010. Zadebiutował on dla tego klubu 6 sierpnia 2010 w meczu z Luzenac AP (wyg. 1:0). Ostatecznie w barwach Paris FC Francuz wystąpił 35 razy, nie zdobywając żadnej bramki.

### Valenciennes FC II
Lala zaliczył debiut w rezerwach Valenciennes FC 8 października 2011 w wygranym 6:3 spotkaniu przeciwko FCA Calvi. Łącznie dla rezerw Valenciennes FC Francuz rozegrał 29 meczów, nie strzelając żadnego gola.

### Valenciennes FC
Lala podpisał czteroletni kontrakt z Valenciennes FC 15 czerwca 2011. Zadebiutował on dla tego klubu 6 listopada 2011 w meczu z Stade Rennais (1:1), zmieniając Mody'ego Traoré na ostatnie minuty meczu. Pierwszą bramkę zawodnik ten zdobył 11 maja 2013 w wygranym 4:1 spotkaniu przeciwko Stade Rennais. Łącznie dla Valenciennes FC Francuz rozegrał 64 mecze, strzelając jednego gola.

### RC Lens
Lala przeszedł do RC Lens 1 lipca 2015. Debiut dla tego klubu zaliczył on 1 sierpnia 2015 w zremisowanym 0:0 spotkaniu przeciwko FC Metz. Pierwszego gola piłkarz ten strzelił 6 listopada 2015 w meczu z AJ Auxerre (wyg. 1:2). Ostatecznie w barwach RC Lens Francuz wystąpił 74 razy, zdobywając 2 bramki.

### RC Strasbourg
Lala trafił do RC Strasbourg 1 lipca 2017. Zadebiutował on dla tego klubu 5 sierpnia 2017 w meczu z Olympique Lyon (przeg. 4:0). Pierwszą bramkę zawodnik ten zdobył 28 października 2017 w zremisowanym 2:2 spotkaniu przeciwko Angers SCO. Łącznie dla RC Strasbourg Francuz rozegrał 131 meczów, strzelając 13 goli.
Lala wystąpił również w jednym spotkaniu rezerw RC Strasbourg (z FC Trémery, wyg. 6:0).

### Olympiakos SFP
1 lutego 2021 roku Lala został zaprezentowany jako zawodnik Olympiakosu SFP. Debiut dla tego klubu zaliczył on 10 lutego 2021 w wygranym 2:1 spotkaniu Pucharu Grecji przeciwko Arisowi FC. Ostatecznie w barwach tego klubu wystąpił on 51 razy nie zdobywając żadnej bramki.

### Stade Brestois 29
Lala przeszedł do Stade Brestois 29 1 stycznia 2023. Zadebiutował dla nich 7 stycznia 2023 w meczu Pucharu Francji z US Avranches (wyg. 0:2). Pierwszą bramkę zdobył 13 sierpnia 2023 w wygranym 3:2 spotkaniu przeciwko swojemu byłemu klubowi RC Lens.

## Statystyki

### Klubowe
(aktualne na dzień 18 grudnia 2024)
| Klub               | Sezon              | Liga                   | Liga  | Liga   | Puchar kraju | Puchar kraju | Puchar ligi | Puchar ligi | Europa | Europa | Suma  | Suma   |
| Klub               | Sezon              | Liga                   | Mecze | Bramki | Mecze        | Bramki       | Mecze       | Bramki      | Mecze  | Bramki | Mecze | Bramki |
| ------------------ | ------------------ | ---------------------- | ----- | ------ | ------------ | ------------ | ----------- | ----------- | ------ | ------ | ----- | ------ |
| Paris FC           | 2010/11            | Championnat National   | 33    | 0      | 2            | 0            | –           | –           | –      | –      | 35    | 0      |
| Paris FC           | Ogólnie            | Ogólnie                | 33    | 0      | 2            | 0            | 0           | 0           | 0      | 0      | 35    | 0      |
| Valenciennes FC II | 2011/12            | Championnat National 2 | 4     | 0      | 0            | 0            | –           | –           | –      | –      | 4     | 0      |
| Valenciennes FC II | 2012/13            | Championnat National 2 | 19    | 0      | 0            | 0            | –           | –           | –      | –      | 19    | 0      |
| Valenciennes FC II | 2013/14            | Championnat National 3 | 4     | 0      | 0            | 0            | –           | –           | –      | –      | 4     | 0      |
| Valenciennes FC II | 2014/15            | Championnat National 3 | 2     | 0      | 0            | 0            | –           | –           | –      | –      | 2     | 0      |
| Valenciennes FC II | Ogólnie            | Ogólnie                | 29    | 0      | 0            | 0            | 0           | 0           | 0      | 0      | 29    | 0      |
| Valenciennes FC    | 2011/12            | Ligue 1                | 2     | 0      | 0            | 0            | 0           | 0           | –      | –      | 2     | 0      |
| Valenciennes FC    | 2012/13            | Ligue 1                | 7     | 1      | 0            | 0            | 0           | 0           | –      | –      | 7     | 1      |
| Valenciennes FC    | 2013/14            | Ligue 1                | 17    | 0      | 1            | 0            | 0           | 0           | –      | –      | 18    | 0      |
| Valenciennes FC    | 2014/15            | Ligue 2                | 35    | 0      | 2            | 0            | 0           | 0           | –      | –      | 37    | 0      |
| Valenciennes FC    | Ogólnie            | Ogólnie                | 61    | 1      | 3            | 0            | 0           | 0           | 0      | 0      | 64    | 1      |
| RC Lens            | 2015/16            | Ligue 2                | 33    | 1      | 0            | 0            | 1           | 0           | –      | –      | 34    | 1      |
| RC Lens            | 2016/17            | Ligue 2                | 37    | 1      | 2            | 0            | 1           | 0           | –      | –      | 40    | 1      |
| RC Lens            | Ogólnie            | Ogólnie                | 70    | 2      | 2            | 0            | 2           | 0           | 0      | 0      | 74    | 2      |
| RC Strasbourg      | 2017/18            | Ligue 1                | 31    | 3      | 4            | 0            | 2           | 0           | –      | –      | 37    | 3      |
| RC Strasbourg      | 2018/19            | Ligue 1                | 34    | 5      | 1            | 0            | 5           | 0           | –      | –      | 40    | 5      |
| RC Strasbourg      | 2019/20            | Ligue 1                | 25    | 2      | 2            | 0            | 2           | 0           | 4      | 0      | 33    | 2      |
| RC Strasbourg      | 2020/21            | Ligue 1                | 21    | 3      | 0            | 0            | –           | –           | –      | –      | 21    | 3      |
| RC Strasbourg      | Ogólnie            | Ogólnie                | 111   | 13     | 7            | 0            | 9           | 0           | 4      | 0      | 131   | 13     |
| RC Strasbourg II   | 2017/18            | Championnat National 3 | 1     | 0      | 0            | 0            | –           | –           | –      | –      | 1     | 0      |
| RC Strasbourg II   | Ogólnie            | Ogólnie                | 1     | 0      | 0            | 0            | 0           | 0           | 0      | 0      | 1     | 0      |
| Olympiakos SFP     | 2020/21            | Superleague Ellada     | 5     | 0      | 2            | 0            | –           | –           | 4      | 0      | 11    | 0      |
| Olympiakos SFP     | 2021/22            | Superleague Ellada     | 26    | 0      | 2            | 0            | –           | –           | 12     | 0      | 40    | 0      |
| Olympiakos SFP     | 2022/23            | Superleague Ellada     | 0     | 0      | 0            | 0            | –           | –           | 0      | 0      | 0     | 0      |
| Olympiakos SFP     | Ogólnie            | Ogólnie                | 31    | 0      | 4            | 0            | 0           | 0           | 16     | 0      | 51    | 0      |
| Stade Brestois 29  | 2022/23            | Ligue 1                | 17    | 0      | 2            | 0            | –           | –           | –      | –      | 19    | 0      |
| Stade Brestois 29  | 2023/24            | Ligue 1                | 33    | 2      | 3            | 1            | –           | –           | –      | –      | 36    | 3      |
| Stade Brestois 29  | 2024/25            | Ligue 1                | 12    | 2      | 0            | 0            | –           | –           | 5      | 0      | 17    | 2      |
| Stade Brestois 29  | Ogólnie            | Ogólnie                | 62    | 4      | 5            | 1            | 0           | 0           | 5      | 0      | 72    | 5      |
| Ogólnie w karierze | Ogólnie w karierze | Ogólnie w karierze     | 398   | 20     | 23           | 1            | 11          | 0           | 25     | 0      | 457   | 21     |

## Sukcesy
Sukcesy w karierze klubowej:

### RC Strasbourg
- Puchar Ligi Francuskiej (1×): 2018/2019

### Olympiakos SFP
- Mistrzostwo Grecji (2×): 2020/2021, 2021/2022
- Puchar Grecji (1×): 2020/2021